# Bembidion planiusculum
Bembidion planiusculum är en skalbaggsart som beskrevs av Mannerheim. Bembidion planiusculum ingår i släktet Bembidion och familjen jordlöpare. Inga underarter finns listade i Catalogue of Life.